# Esqui cross-country nos Jogos Olímpicos de Inverno de 2018 - Velocidade por equipes feminino
A competição de velocidade por equipes femininas do esqui cross-country nos Jogos Olímpicos de Inverno de 2018 foi disputada em 21 de fevereiro no Centro de Esqui Cross-Country Alpensia, em Pyeongchang.

## Medalhistas
| Ouro   | USA Kikkan Randall / Jessica Diggins       |
| Prata  | SWE Charlotte Kalla / Stina Nilsson        |
| Bronze | NOR Marit Bjørgen / Maiken Caspersen Falla |

## Resultados

### Semifinais
21 equipes participaram das semifinais. Avançam para a final as duas primeiras de cada bateria, mais as seis melhores por tempo. O revezamento se deu em quatro pernas, sendo que cada atleta percorreu o trajeto duas vezes.
| Pos. | Bateria | Bib | País                                                               | Tempo    | Diferença |
| ---- | ------- | --- | ------------------------------------------------------------------ | -------- | --------- |
| 1    | 1       | 1   | NOR Noruega Marit Bjørgen Maiken Caspersen Falla                   | 16:33.28 | Q         |
| 2    | 1       | 3   | SUI Suíça Nadine Fähndrich Laurien van der Graaff                  | 16:39.83 | Q         |
| 3    | 1       | 5   | SLO Eslovênia Alenka Čebašek Anamarija Lampič                      | 16:39.92 | LL        |
| 4    | 1       | 2   | GER Alemanha Nicole Fessel Sandra Ringwald                         | 16:51.67 | LL        |
| 5    | 1       | 6   | CZE República Checa Kateřina Beroušková Petra Nováková             | 16:53.06 |           |
| 6    | 1       | 9   | AUS Austrália Jessica Yeaton Barbara Jezeršek                      | 17:20.38 |           |
| 7    | 1       | 4   | AUT Áustria Lisa Unterweger Teresa Stadlober                       | 17:25.98 |           |
| 8    | 1       | 8   | BLR Bielorrússia Yulia Tikhonova Polina Seronosova                 | 17:33.63 |           |
| 9    | 1       | 11  | SVK Eslováquia Alena Procházková Barbora Klementová                | 17:52.14 |           |
| 10   | 1       | 7   | KAZ Cazaquistão Anna Shevchenko Valeriya Tyuleneva                 | 17:57.04 |           |
| 11   | 1       | 10  | KOR Coreia do Sul Lee Chae-won Ju Hye-ri                           | 19:19.17 |           |
| 1    | 2       | 14  | USA Estados Unidos Kikkan Randall Jessica Diggins                  | 16:22.56 | Q         |
| 2    | 2       | 12  | SWE Suécia Charlotte Kalla Stina Nilsson                           | 16:23.28 | Q         |
| 3    | 2       | 15  | OAR Atletas Olímpicos da Rússia Natalia Nepryaeva Yulia Belorukova | 16:24.63 | LL        |
| 4    | 2       | 13  | FIN Finlândia Mari Laukkanen Krista Pärmäkoski                     | 16:31.54 | LL        |
| 5    | 2       | 18  | POL Polônia Justyna Kowalczyk Sylwia Jaśkowiec                     | 16:35.19 | LL        |
| 6    | 2       | 17  | FRA França Aurore Jéan Coraline Thomas Hugue                       | 16:40.40 | LL        |
| 7    | 2       | 21  | CAN Canadá Emily Nishikawa Dahria Beatty                           | 17:01.54 |           |
| 8    | 2       | 16  | ITA Itália Elisa Brocard Gaia Vuerich                              | 17:13.04 |           |
| 9    | 2       | 20  | CHN China Chi Chunxue Li Xin                                       | 17:35.94 |           |
| 10   | 2       | 19  | UKR Ucrânia Tetyana Antypenko Maryna Antsybor                      | 17:44.04 |           |

### Final
A final foi disputada às 19:00 por dez equipes. Assim como nas semifinais, o revezamento foi dividido em quatro segmentos, com cada atleta percorrendo o trajeto duas vezes.
| Pos. | Bib | País                                                               | Tempo    | Diferença |
| ---- | --- | ------------------------------------------------------------------ | -------- | --------- |
| 01 ! | 14  | USA Estados Unidos Kikkan Randall Jessica Diggins                  | 15:56.47 | —         |
| 02 ! | 12  | SWE Suécia Charlotte Kalla Stina Nilsson                           | 15:56.66 | +0.19     |
| 03 ! | 1   | NOR Noruega Marit Bjørgen Maiken Caspersen Falla                   | 15:59.44 | +2.97     |
| 4    | 3   | SUI Suíça Nadine Fähndrich Laurien van der Graaff                  | 16:17.79 | +21.32    |
| 5    | 13  | FIN Finlândia Mari Laukkanen Krista Pärmäkoski                     | 16:19.18 | +22.71    |
| 6    | 5   | SLO Eslovênia Alenka Čebašek Anamarija Lampič                      | 16:28.24 | +31.77    |
| 7    | 18  | POL Polônia Justyna Kowalczyk Sylwia Jaśkowiec                     | 16:32.48 | +36.01    |
| 8    | 17  | FRA França Aurore Jéan Coraline Thomas Hugue                       | 16:32.49 | +36.02    |
| 9    | 15  | OAR Atletas Olímpicos da Rússia Natalia Nepryaeva Yulia Belorukova | 16:41.76 | +45.29    |
| 10   | 2   | GER Alemanha Nicole Fessel Sandra Ringwald                         | 17:06.57 | +1:10.10  |

Legenda
| Recorde mundial      | Recorde mundial (World record)               |                       | Recorde africano                      | Recorde africano (African) |                                           | Q | Classificado por posição (Qualified) |
| Recorde olímpico     | Recorde olímpico (Olympic record)            | Recorde da América    | Recorde da América (Americas)         | q                          | Classificado por melhor tempo (Qualified) |   |                                      |
| Melhor marca do ano  | Melhor marca do ano (World leading)          | Recorde asiático      | Recorde asiático (Asian)              | DNS                        | Não largou (Did not start)                |   |                                      |
| Recorde nacional     | Recorde nacional (National record)           | Recorde europeu       | Recorde europeu (European)            | DNF                        | Não terminou (Did not finish)             |   |                                      |
| Recorde pessoal      | Recorde pessoal do atleta (Personal best)    | Recorde da Oceania    | Recorde da Oceania (Oceania)          | DSQ / DQ                   | Desclassificado (Disqualified)            |   |                                      |
| Recorde da temporada | Recorde da temporada do atleta (Season best) | Recorde sul-americano | Recorde sul-americano (South America) | NM                         | Sem marca (No mark)                       |   |                                      |

### Esqui cross-country
| Penalizado com cartão amarelo | Penalizado com o cartão amarelo (Yellow card)                                           |  |  |  |
| LL                            | Classificado por tempo (Lucky loser)                                                    |  |  |  |
| PF                            | Vencedor definido por photo finish (Photo finish)                                       |  |  |  |
| LAP                           | Ultrapassado pelo líder (Lapped)                                                        |  |  |  |
| DQB                           | Desclassificado por conduta antidesportiva (Disqualified for unsportsmanlike behaviour) |  |  |  |
| RAL                           | Ranqueado como último (Ranked as last)                                                  |  |  |  |